# Crass
(Crass, White Punks on Hope)
I Crass sono stati un collettivo anarchico e gruppo punk rock formatosi nell'Essex in Inghilterra nel 1977, e sono considerati come i fondatori del movimento anarcho punk e dello slogan "DIY" (Do It Yourself). Prima di assumere il nome "Crass", il gruppo aveva scelto di adottare il nome "Stormtrooper", in seguito abbandonato poiché riportava troppo ideologie legate al Fascismo. I Crass sono considerati il principale gruppo anarco-punk.

## Storia
I Crass si formarono nel 1977 a Epping, nell'Essex. Furono ispirati dalla prima ondata del punk britannico e dai vaghi proclami politici dei Sex Pistols (che in seguito criticheranno). Il gruppo era originariamente formato da nove membri. Due chitarristi, Phil Free e N.A. Palmer; tre cantanti, Steve Ignorant, Eve Libertine e Joy De Vivre; un bassista, Pete Wright; un batterista, Penny Rimbaud; una disegnatrice grafica, Gee Vaucher; e un ingegnere delle luci e delle pellicole, Mick Duffield. I membri del gruppo vivevano in comunità.
I Crass furono il primo gruppo ad essere definito anarco-punk. Furono il primo gruppo punk a parlare realmente di alcuni problemi che non affliggevano solo l'Inghilterra, ma il mondo intero; le loro canzoni sono contro il fascismo, il nazionalismo, il sessismo, il razzismo, il capitalismo, la guerra e il militarismo, contro il dominio e la violenza sulle altre specie animali e sulla terra, contro l'alienazione, lo sfruttamento e l'oppressione della vita odierna.
Queste tematiche originarono una musica che non era solo di protesta, ma che spiegava le problematiche rendendone partecipi gli ascoltatori, analizzando a fondo le radici dell'autorità stessa. Furono un gruppo con ideali e pratiche fortemente anarchici, che andarono oltre i semplici proclami di gruppi punk inglesi come i Sex Pistols, comprendendo che non serviva a nulla affermare che «l'anarchia è nel Regno Unito» se non la si vive realmente. I Crass hanno sempre vissuto in autogestione.

## Componenti
- Steve Ignorant — voce
- Eve Libertine — voce
- Joy De Vivre — voce
- N.A. Palmer — chitarra
- Phil Free — chitarra
- Pete Wright — basso, voce
- Penny Rimbaud — batteria, voce
- Gee Vaucher — artwork, talvolta pianoforte
- Mick Duffield — films
- John Loder — ingegnere del suono (fondatore della Southern Studios, a volte considerato come il nono membro dei Crass)
- Steve Herman — chitarra (lascia i Crass dopo il loro primo concerto)

## Discografia
Album in studio
- 1978 – The Feeding of the 5000
- 1979 – Stations of the Crass
- 1981 – Penis Envy
- 1982 – Christ The Album
- 1983 – Yes Sir, I Will
- 1986 – Ten Notes on a Summer's Day

Raccolte
- 1986 – Best Before 1984

Live
- 1989 – Christ The Bootleg
- 1993 – You'll Ruin It For Everyone

Split
- 421984/1 Bloody Revolutions / Persons Unknown (con le Poison Girls)

Singoli
- Reality Asylum / Shaved Women
- Nagasaki Nightmare / Big A Little a
- Rival Tribal Rebel Revel
- Our Wedding
- How Does It Feel? / The Immortal Death / Don't Tell Me You Care
- Sheep Farming in The Falklands
- Whodunnit?
- You're Already Dead